# 유전자 중복

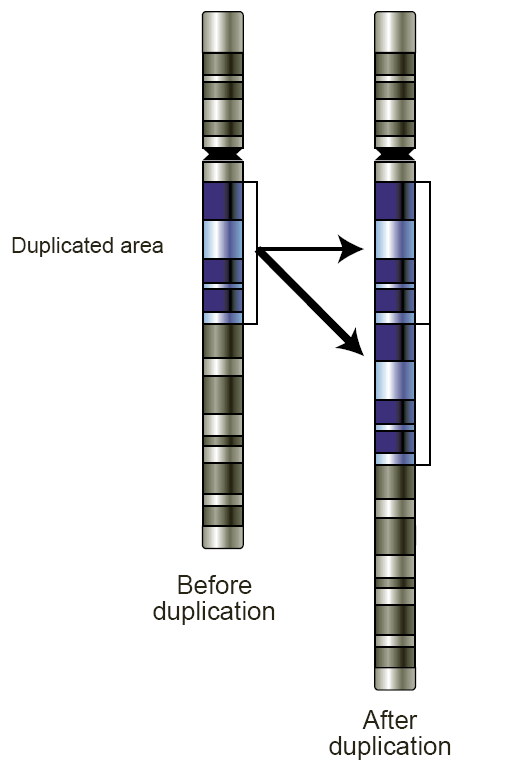
유전자 중복

유전자 중복(遺傳子重複, gene duplication)은 상동 염색체의 유전자 재조합 과정에서 레트로트렌스포존이 오류를 일으켜 염색체의 일부 구간이 중복되어 복제되는 현상이다. 유전자 중복은 돌연변이의 한 종류이며 다음 세대에 유전된다.
유전자 중복은 상동 염색체의 일부 구간이 복제되지 않아 일어나는 유전자 결실과 함께 유전자 발현에 영향을 준다.

## 진화
유전자 중복은 진화를 일으키는 원인 가운데 하나로 지목되고 있다. 일본계 미국인 생물학자인 스스무 오노는 1970년 이와 관련하여 《유전자 중복에 의한 진화》를 출간한 바 있다. 오노는 공통 조상에서 종분화가 이루어지는 가장 큰 원인이 유전자 중복이라고 하였다. 배수체의 형성 기제는 아직 정확히 밝혀지지 않고 있으나 효모의 유전체는 1억년 전 무렵 유전자 중복을 일으킨 것으로 추정되고 있다.
식물에서 배수체의 형성은 매우 일반적인 현상으로 밀의 경우 동일한 유전체가 6배수로 존재한다.

## 질병
유전자 중복은 유전성 질환의 원인이 되기도 한다. 사람에게서 나타나는 샤르코 마리 투스 질환은 염색체의 특정 구간에서 일어나는 유전자 중복이 원인이다. 손과 발의 말초신경 발달에 관여하는 유전자가 돌연변이로 인해 중복되어 샴페인 병을 거꾸로 세운 것과 같은 모습의 기형을 유발한다. 발생된 샤르코 마리 투스 질환은 멘델의 유전법칙에 따라 유전되며 유형에 따라 상염색체 우성 또는 열성을 보인다. 샤르코 마리 투스 질환은 중요 신경 질환의 하나이며 100,000명당 발병률은 36명이다.

## 실험
유전학이나 유전공학에서는 연구를 위해 인공적으로 유전자 중복을 이용한다. 중합효소 연쇄반응을 이용한 유전자 증폭은 겔 전기 영동법과 더불어 가장 일반적인 실험방법 가운데 하나가 되었다. 제한효소를 이용하여 DNA를 분리한 뒤 이를 중복 복제하는 중합효소 연쇄반응의 도입은 유전자 연구의 시간을 획기적으로 단축시켰다. 이를 이용한 DNA 지문 검사는 범죄 수사에도 이용된다. 중합효소 연쇄반응은 1983년 캐리 멀리스가 발견하였다. 멀리스는 이 공로로 1993년 노벨 화학상을 수상하였다.

## 같이 보기
- 돌연변이
- 유전자 재조합
- 게놈
- 유사 유전자